# 石峰 (游泳运动员)
石峰（1988年11月6日—），辽宁辽阳人，中国男子游泳运动员。為2008北京奥运会中国体育代表团成员。主攻蝶泳，兼仰泳。

## 运动经历
- 1999年 辽宁海舰游泳俱乐部 教练金炜
- 2004年 上海游泳队 教练金炜
- 2005年 国家集训队 教练金炜

## 主要成绩
- 2007年 全国游泳锦标赛 100米蝶泳 第一名（52.61）
- 2007年 全国游泳锦标赛 50米蝶泳 第一名[2]
- 2007年 全国城市运动会 100米蝶泳 第一名
- 2007年 全国城市运动会 100米仰泳 第一名
- 2007年 全国城市运动会 200米仰泳 第二名
- 2008年 好运北京中国游泳公开赛 100米蝶泳 第一名
- 2008年 全国游泳冠军赛 100米蝶泳 第三名[3]
- 2008年 全国游泳冠军赛 200米蝶泳 第三名